# 台灣渡輪
中華民國（臺澎金馬）的渡輪服務，主要用於離島聯外交通與內河短程運輸。對於離島來說（尤其是澎金馬這三大離島地區），渡輪是與台灣本島、或其他離島間重要的大眾運輸工具，即使部分離島早已闢建機場，但航空方式的運費較高，加上水運可大量運輸人員與物品的特性，使得渡輪仍佔有重要地位。而對於台灣本島的水上交通來說，由於陸上交通系統的完備，渡輪原有的大眾運輸功能已被取代，使得渡輪業者改為提供觀光遊憩服務為主，如淡水河的藍色公路航線。

## 渡輪業者與航線
本列表臚列渡輪業者與經營航線。

### 臺灣與離島間航線
- 馬祖列島

- 基隆港—馬祖港（福澳碼頭區、中柱碼頭區）

基隆港—馬祖港（福澳碼頭區、中柱碼頭區）渡輪航線，由新華航業股份有限公司經營，行駛該航線的輪船為連江縣（政府）所有的臺馬輪，可乘載500人。連江縣（政府）自2003年起，將臺馬輪的經營業務委託新華航業股份有限公司辦理。臺馬輪往馬祖列島的班次，每月奇數日先駛往南竿島福澳碼頭區，再駛往東引島中柱碼頭區（即先馬後東航線），而每月偶數日則先駛往東引島中柱碼頭區，再駛往南竿島福澳碼頭區（即先東後馬航線）。基隆南竿航程約8小時，基隆東引航程約7小時，南竿東引約2小時。於特定期間（多於旅遊旺季），每月奇數日往馬祖列島的班次，會先駛往東引島中柱碼頭區後，才駛往南竿島福澳碼頭區，之後再一次駛往東引島中柱碼頭區（即東馬東航線）。每週二原則上為臺馬輪公休日不開航，但有時會配合連江縣政府政策，加開航班。2015年連江縣政府購建之「臺馬之星」啟航。2023年連江縣政府購建之「新臺馬輪」啟航，同時臺馬輪退役。
- 澎湖列島

- 高雄港—澎湖港（馬公碼頭區）

高雄港—澎湖港（馬公碼頭區）渡輪航線，由台灣航業股份有限公司經營，行駛該航線的輪船為澎湖輪。澎湖輪可乘載645人，航程為日航4小時，夜航6小時。
- 布袋港—澎湖港（馬公碼頭區）

布袋港—澎湖港（馬公碼頭區）渡輪航線，由滿天星航運股份有限公司、嘉和海運股份有限公司、凱旋海運股份有限公司、百麗航運股份有限公司、 海有航運股份有限公司五家民營業者經營，行駛該航線的輪船為滿天星航運股份有限公司所屬滿天星1號、滿天星2號、嘉和海運股份有限公司所屬今一之星、凱旋海運股份有限公司所屬凱旋三號、百麗航運股份有限公司所屬百麗輪、藍鵲輪、雲豹輪、海有航運股份有限公司所屬太吉之星。
- 琉球嶼

- 東港鹽埔漁港—小琉球漁港（白沙漁港）

東港鹽埔漁港—小琉球漁港（白沙漁港）渡輪航線，由飛馬輪船股份有限公司、競強輪船股份有限公司、眾益輪船股份有限公司、東信輪船股份有限公司、觀光輪船股份有限公司與泰富股份有限公司六家民營業者經營，其中飛馬輪船股份有限公司、競強輪船股份有限公司、眾益輪船股份有限公司、東信輪船股份有限公司、觀光輪船股份有限公司五家業者共組「東琉線交通客船聯營處」聯合經營。行駛該航線的輪船為飛馬輪船股份有限公司所屬飛馬號、競強輪船股份有限公司所屬東昇11號、眾益輪船股份有限公司所屬群益號、東信輪船股份有限公司所屬翔信號、觀光輪船股份有限公司所屬光輝號、泰富輪船股份有限公司所屬泰富1號、泰富2號、泰富3號。
- 東港鹽埔漁港—琉球新漁港（大福漁港）

東港鹽埔漁港—琉球新漁港（大福漁港）渡輪航線，由琉球鄉鄉營事業機構琉興輪船有限公司與大福琉球輪船有限公司經營，行駛該航線的輪船為琉興公司所屬欣泰號、吉祥如意號；大福琉球公司所屬大福1號、大福2號、大福3號。
- 綠島

- 伽藍漁港（富岡漁港）—綠島漁港（南寮漁港）

伽藍漁港（富岡漁港）—綠島漁港（南寮漁港）渡輪航線，由帆利有限公司、龍鴻航業股份有限公司、長傑航運股份有限公司、大發輪船股份有限公司四家民營業者經營。行駛的輪船為帆利有限公司所屬凱旋1號、龍鴻航業股份有限公司所屬綠島之星2號、長傑航運股份有限公司所屬天王星號、大發輪船股份有限公司所屬金星3號。冬季部分航班停駛。
- 蘭嶼

- 伽藍漁港（富岡漁港）—開元漁港

伽藍漁港（富岡漁港）—開元漁港渡輪航線，由龍鴻航業股份有限公司經營。行駛的輪船為綠島之星，部分班次會繞駛綠島。冬季綠島之星停駛，改由大發輪船股份有限公司所屬恆星號每週行駛兩班次。
- 後壁湖漁港—開元漁港

後壁湖漁港—開元漁港渡輪航線，由大發輪船股份有限公司經營。行駛的輪船為恆星號。每年三月中旬至十月初開航，冬季停駛。

### 新北市內河藍色公路
- 淡水渡船頭—八里渡船頭：順風航業股份有限公司
- 淡水客船碼頭—淡水漁人碼頭：順風航業股份有限公司、台北航運股份有限公司
- 淡水漁人碼頭—八里左岸碼頭：順風航業股份有限公司、台北航運股份有限公司
- 淡水客船碼頭—八里左岸碼頭：順風航業股份有限公司、台北航運股份有限公司
- 淡水漁人碼頭—淡水客船碼頭—關渡碼頭：台北航運股份有限公司 （假日行駛）
- 忠孝碼頭—大稻埕碼頭：長弘航業股份有限公司
- 忠孝碼頭—關渡碼頭：長弘航業股份有限公司
- 忠孝碼頭—淡水客船碼頭：長弘航業股份有限公司
- 大稻埕碼頭—關渡碼頭：長弘航業股份有限公司
- 大稻埕碼頭—淡水客船碼頭：長弘航業股份有限公司
- 水上巴士（華江碼頭—忠孝碼頭）：好樂好股份有限公司
- 水上巴士（忠孝碼頭—大稻埕碼頭）：好樂好股份有限公司

### 高雄市觀光交通渡輪
- 新光碼頭－旗津輪渡站：高雄市輪船股份有限公司
- 鼓山輪渡站－旗津輪渡站：高雄市輪船股份有限公司
- 前鎮輪渡站－中洲輪渡站：高雄市輪船股份有限公司

### 蘇花藍色公路
- 蘇澳港—花蓮港：東聯航運股份有限公司所屬麗娜輪

### 澎湖群島航線
- 澎湖本島往返望安島、七美嶼

- 馬公第三漁港—潭門漁港—南滬漁港

馬公第三漁港—潭門漁港—南滬漁港間的交通船航線目前由澎湖縣縣營事業機構澎湖縣公共車船管理處經營。澎湖縣公共車船管理處以南海之星、南海之星二號兩艘輪船行駛此航線。澎湖本島馬公第三漁港與望安島潭門漁港之間的航程約50-60分鐘，望安島潭門漁港與七美嶼南滬漁港約30-36分鐘，每日往返一班次。此外，澎湖縣公共車船管理處會因應旅運需求，不定期安排延駛至高雄港。
- 澎湖本島往返將軍澳嶼、望安島

- 馬公第三漁港—將軍南漁港—潭門漁港

馬公第三漁港—將軍南漁港—潭門漁港間的交通船航線目前由光正遊覽交通有限公司經營，行駛該航線的船舶為光正陸號，往來於澎湖本島馬公第三漁港、將軍澳嶼將軍南漁港與望安島潭門漁港之間。每日往返一班次。
- 澎湖本島往返虎井嶼

- 馬公第三漁港—虎井漁港

馬公第三漁港—虎井漁港間的交通船航線目前由民營交通船安勝號、安通號行駛，安勝號、安通號為個人所有船舶，但所有者並不相同，往來於澎湖本島馬公第三漁港、虎井嶼虎井漁港之間。每日往返兩班次。
- 澎湖本島往返桶盤嶼

- 馬公第三漁港—桶盤漁港

馬公第三漁港—桶盤漁港間的交通船航線目前由民營交通船桶盤之星行駛，桶盤之星為個人商號亞曼尼遊艇企業行所有船舶，往來於澎湖本島馬公第三漁港、桶盤嶼桶盤漁港之間。每日往返兩班次。
- 澎湖本島往返花嶼

- 馬公第三漁港—花嶼漁港

馬公第三漁港—花嶼漁港間的交通船航線，望安鄉（公所）委由花嶼社區發展協會經營，由交通船八罩之星行駛，往來於澎湖本島馬公第三漁港、花嶼花嶼漁港之間。週一、週三、週五往返一班次。
- 白沙島往返吉貝嶼

- 赤崁漁港—吉貝漁港

赤崁漁港—吉貝漁港間的交通船航線目前由白沙鄉（公所）委由旗豐船舶運送股份有限公司經營，行駛該航線的船舶為白沙鄉（公所）所有的白沙之星，往來於白沙島赤崁漁港、吉貝嶼吉貝漁港之間。每日往返兩班次。
- 後寮漁港—吉貝漁港

後寮漁港—吉貝漁港間的交通船航線目前兩艘民營交通船愛民號、愛滿號行駛，愛民號、愛滿號為個人所有船舶，但所有者並不相同，往來於白沙島後寮漁港、吉貝島吉貝漁港之間。每日往返一班次。
- 白沙島往返員貝嶼

- 岐頭漁港—員貝漁港

岐頭漁港—員貝漁港間的交通船航線目前由民營交通船愛貝號行駛，愛貝號為個人所有船舶，往來於白沙島岐頭漁港、員貝嶼員貝漁港之間。每日往返兩班次。
- 白沙島往返鳥嶼

- 岐頭漁港—鳥嶼漁港

岐頭漁港—鳥嶼漁港間的交通船航線目前由民營交通船吉鴻號、銀河壹號和岳興號行駛，吉鴻號、銀河壹號為個人所有船舶，但所有者並不相同，岳興號則為武雄交通有限公司所有，往來於白沙島岐頭漁港、鳥嶼鳥嶼漁港之間。每日往返兩班次。
- 望安島往返將軍澳嶼

- 潭門漁港—將軍南漁港

潭門漁港—將軍南漁港間的交通船航線目前由望安鄉（公所）經營，由交通船將軍之星、益安參號輪替行駛，往來於望安島潭門漁港、將軍澳嶼將軍南漁港之間。週一至週五往返兩班次。

### 金門烈嶼航線
- 金門—烈嶼

金門—烈嶼之間的交通船航線目前由金門縣縣營事業機構浯江有限公司經營。浯江有限公司以太武號、浯江號、仙洲號三艘輪船行駛此航線。金門島水頭港區與烈嶼九宮港區之間的航程約15-20分鐘，每日7時整至22時整間每半小時自金門島水頭碼頭發船，每日6時30分至21時30分自烈嶼九宮碼頭發船。

### 馬祖列島航線
- 南竿—北竿

南竿—北竿之間的交通船航線目前由南北海運股份有限公司、長億海運股份有限公司以及大和航業股份有限公司三間公司經營。專營南竿—北竿航線的南北海運股份有限公司旗下有交通船吉順壹號、吉順貳號、吉順參號、吉順陸號、吉順捌號。此外，長億海運股份有限公司使用金龍輪經營此航線，大和航業股份有限公司則是以閩珠貳號、閩珠捌號加入南竿—北竿航線的營運。南竿島福澳碼頭區與北竿島白沙碼頭區之間的航程約20分鐘，每日7時整至17時30分間每半小時自南竿福澳碼頭發船，每日7時30分至18時整自北竿白沙碼頭發船。
- 南竿—莒光

南竿—莒光之間的交通船航線目前由佶星航運股份有限公司經營，使用的輪船為馬祖之星，自南竿島福澳碼頭區與莒光之間的航程約為50分鐘，但奇數月先至西莒島青帆碼頭區後再經10分鐘航程轉往東莒島猛澳碼頭區，偶數月則先至東莒島猛澳碼頭區再轉往西莒島青帆碼頭區。每日共往返三趟。
- 西莒—東莒

西莒—東莒之間的交通船航線目前由莒光海運行經營，使用的輪船為成功號與莒光號，每日自西莒島青帆碼頭發船至東莒島猛澳碼頭後折返共四趟。西莒島青帆碼頭區發船與東莒島猛澳碼頭區之間的航程約10分鐘。此外佶星航運股份有限公司的馬祖之星亦會在西莒、東莒兩島之間接駁旅客後，再返回南竿。
- 南竿—東引

南竿—東引之間，僅有新華航業股份所營運的臺馬輪行駛，南竿島福澳碼頭區與東引島中柱碼頭區之間的航程約90分鐘。

### 小三通航線
- 金門—廈門（金廈小三通）

金廈小三通後，使金門港水頭港區得與廈門港五通客運碼頭通航，目前有東方之星（坤龍航運股份有限公司所有）、和平之星（廈門港務集團和平旅遊客運有限公司所有）、馬可波羅（大榮海運股份有限公司所有）、金星6號（金安航運股份有限公司所有）、迅安號、捷安輪、八方輪（廈門輪總海上客運旅遊有限公司所有）、五緣輪（廈門遠洋運輸公司所有）、金瑞龍、新金龍輪、泉州輪（金廈海運股份有限公司所有）、新武夷號（廈門三聯船務企業有限公司所有）等十一艘輪船行駛於金門島與廈門島之間。
- 金門—泉州（金泉小三通）

金泉小三通後，使金門港水頭港區得與泉州港南安石井口岸通航，目前有泉安輪（金廈海運股份有限公司所有）、蓬江輪（泉州中遠金欣海運有限公司所有）兩艘輪船行駛於金門島與泉州之間。
- 連江（馬祖）—福州（兩馬小三通）

兩馬小三通後，使馬祖港福澳碼頭區得與福州港馬尾客運站通航，目前有金龍輪（長億海運股份有限公司所有）、閩珠貳號（大和航業股份有限公司所有）和 安麒輪（福州程泰船務有限公司所有）等三艘輪船行駛於南竿島與福州之間，每月各行駛約十日，為數家旅行社包船承租的不定期航班，須向特定旅行社購買船票。安麒輪的船期為每月上旬，金龍輪的船期為每月中旬，閩珠貳號的船期為每月下旬。

### 臺灣海峽航線(大三通航線)
- 基隆—廈門：廈門閩台輪渡有限公司所屬中遠之星。
- 基隆—台州大麥嶼：廈門閩台輪渡有限公司所屬中遠之星。
- 臺北—平潭：福建海峽高速客滾航運有限公司所屬海峽號、東聯航運股份有限公司所屬麗娜輪。104年2月24日交通部航港局長祁文中表示，期盼開放渡輪可以載陸客來台中轉，以目前航行兩岸的高速快輪為例，大陸的「海峽號」與台灣的「麗娜輪」，就可從平潭載陸客從台北港上岸，轉到桃園搭機飛往各國。
- 臺中—廈門：廈門閩台輪渡有限公司所屬中遠之星。
- 臺中—平潭：福建海峽高速客滾航運有限公司所屬海峽號。
  - 另外，臺閩之星已被聲請查封，104年1月20日臺南地方法院公告第2次拍賣。

## 外部連結
- 新北市政府內河藍色公路
- 新北市水上巴士
- 台北市藍色公路
- 高雄市輪船公司（页面存档备份，存于）
- 新華航業（页面存档备份，存于）
- 澎湖輪 （页面存档备份，存于）